# Nils Liedholm
Nils Erik Liedholm (8. říjen 1922 Valdemarsvik, Švédsko – 5. listopad 2007 Cuccaro Monferrato, Itálie) byl švédský fotbalový záložník a poté i trenér. Byl člen slavného útočného tria přezdívaného Gre-No-Li tvořeného jím, Grenem a Nordahlem v italském Miláně i v reprezentaci Švédska.
Byl přezdíván Il Barone pro svou eleganci. Svou fotbalovou i trenérskou kariéru prožil v Itálii. Patřil mezi dlouholeté opory klubu AC Milán, s nímž získal čtyřikrát italský titul, v 359 ligových zápasech nastřílel 89 branek. Byl členem vítězného mužstva na OH 1948 v Londýně a finalistou MS 1958, na němž byl kapitánem švédské reprezentace, ve finále proti Brazílii dal první gól, ale nakonec mužstvo prohrálo 2:5.
Po hráčské kariéře se stal trenérem, který vyhrál dva tituly v lize se dvěma různými kluby (AC Milán 1978/79 a s AS Řím 1982/83). Byl i ve finále poháru PMEZ 1983/84, kde jeho tým podlehl Liverpoolu na penalty.
V roce 2016 byl posmrtně uveden do síně slávy Italského fotbalu.

## Kariéra

### Hráčská

#### Klubová

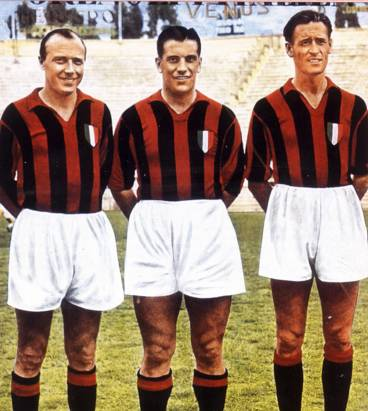
Slavná Švédská trojka v AC Milán, zvaná Gre-No-Li. Zleva Gren, Nordahl a Liedholm

Do fotbalu vstoupil relativně pozdě kvůli touze svého otce pokračovat jako daňový poradce. Začal hrát za rodné město Valdemarsvik, ale brzy si ho všimli skauti několika týmů, včetně IK Sleipner a IFK Norrköping, týmy za které hrál v letech 1942 až 1949. S Norrköpingem vyhrál dva tituly (1946/47 a 1947/48). Zde si zahrál s útočníkem Nordahlem se kterým poté hrál i v reprezentaci a také v italském Miláně.
V létě 1949, také díky Nordahla, byl zakoupen Milánem, kde setrval až do konce kariéry. V dresu Rossoneri se setkal s krajany Grenem, Nordahlem a vytvořili ta k slavné trio s přezdívkou Gre-No-Li. S klubem hrál 12 sezon a za tuhle dobu získal 4 tituly (1950/51, 1954/55, 1956/57, 1958/59) a dva Latinské poháry (1951, 1956). Odehrál zde celkem 394 zápasů a vstřelil 89 gólů a v letech 1956 až 1961 nosil kapitánskou pásku a je stále druhým zahraničním hráčem s nejvíce vystoupeními v historii klubu Rossoneri, před ním je Nizozemec Clarence Seedorf. 

#### Reprezentační

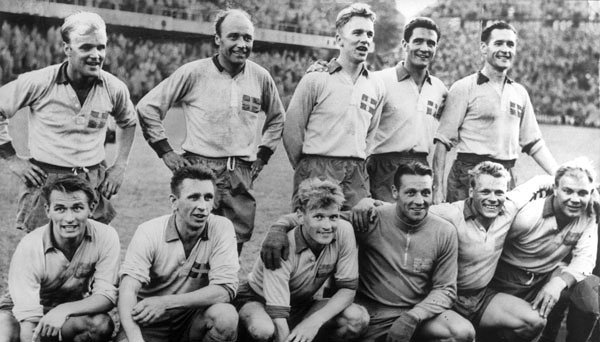
Švédská sestava na domácím MS 1958, dolní řada zleva: Kurt Hamrin, Reino Börjesson, Orvar Bergmark, Kalle Svensson, Sven Axbom, Sigge Parling. Horní stojící řada zleva: Lennart Skoglund, Gunnar Gren, Agne Simonsson, Bengt Gustavsson a Nils Liedholm.

Za národní tým nastoupil poprvé 15. června 1947 proti Dánsku (4:1), kde vstřelil i branku. Zúčastnil se OH 1948, kde získal s týmem zlato a jako kapitán bral stříbrnou medaili na MS 1958. V utkání vstřelil branku na 1:0, což s něj stále dělá nejstaršího střelce ve finále MS.
Celkem odehrál 23 utkání a vstřelil 12 branek. Mohl přidat více, jenže Švédská fotbalová federace zakazovala devět let brát do mužstva hráče, kteří hráli z zahraničí.

### Trenérská

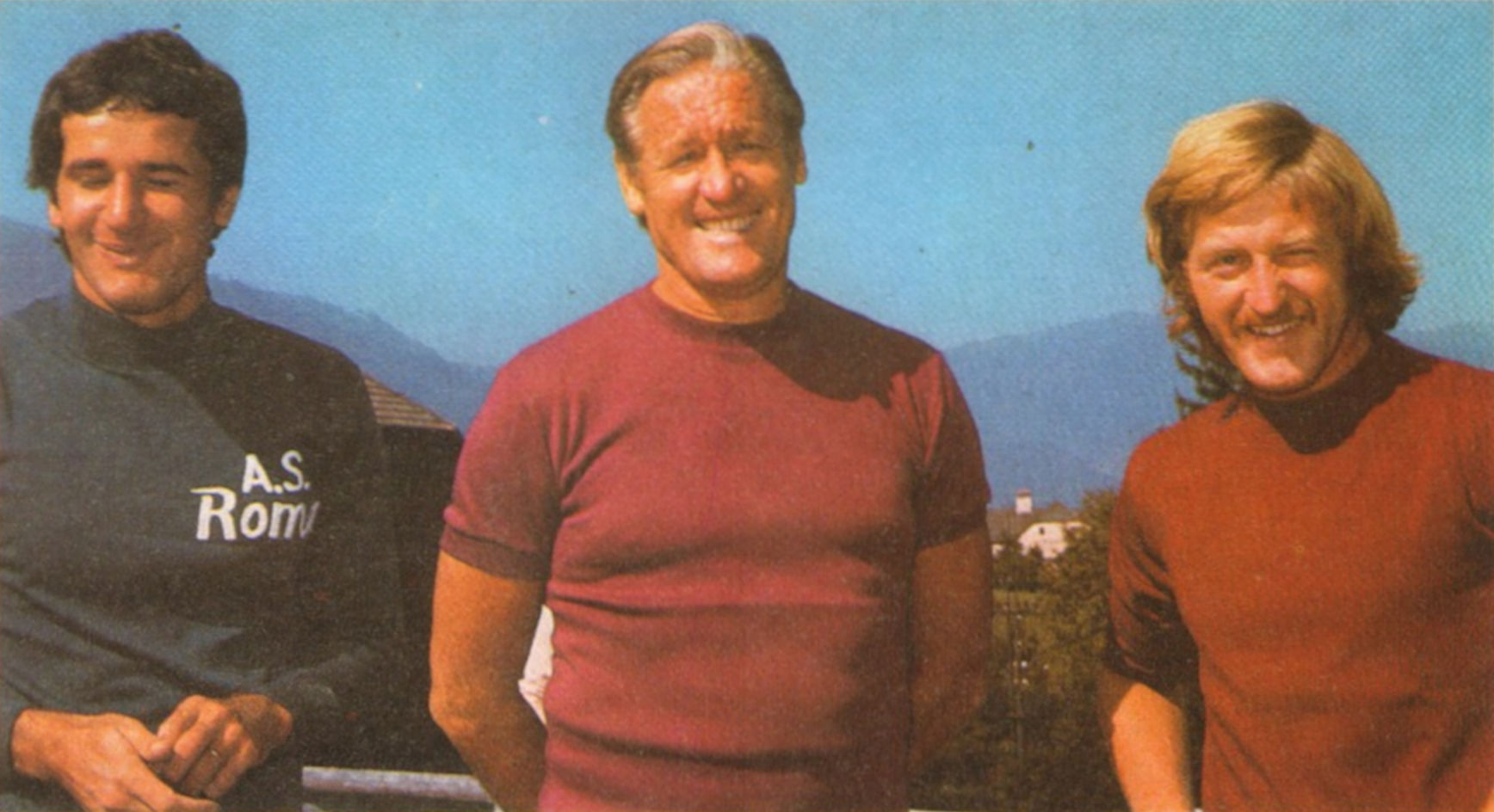
Trenérem Říma v roce 1975

V roce 1961, ve věku v devětatřiceti letech, zahájil skvělou kariéru trenéra. Nejprve začal jako asistent (technický ředitel) Rocca u Rossoneri. V klubu poté v březnu 1964 nahradil odvolaného Carnigliu a odtrénoval Milán do března 1966, když musel kvůli zdraví odstoupit. Nejlépe skončil v sezoně 1964/65 (2. místo). Další angažmá získal v druholigové Veroně v lednu 1967. V sezoně 1967/68 pomohl týmu umístit na 2. místě a tím i postup do Serie A. Poté překvapivě odešel opět do druholigové soutěže, tentokrát do Monzy. Zde vydržel jednu sezonu a odešel do Varese, se který slavil vítězství ve 2. lize a také obsadil 4. místo v italském poháru. V následující sezoně dovedl nováčka v nejvyšší lize na 8. místo.
Od sezony 1971/72 dostal angažmá u fialek a hned v první sezoně dosáhl finále ve středoevropském poháru, kde prohrál. V lize skončil na 6. místě a v následující sezoně už na 4. místě. O jeho služby měl zájem Inter i Juventus, jenže Baron odmítl. V prosinci 1973 nahradil odvolaného Scopigna u vlků z Říma. Zde odtrénoval čtyři sezony do roku 1977 a nejlepšího umístění bylo 3. místo (1974/75).
Volání Rossoneri bylo velké a nový prezident klubu Felice Colombo jej přemluvil k návratu. V první sezoně s klubem obsadil 4. místo a v následující sezoně získal první trenérský titul a pro Milán desátý celkově. Chtěl v týmu zůstat ale požadoval tříletou smlouvu, ale prezident klubu mu nabídl jen roční a tak odešel zpět k vlkom.
Podruhé v trenérské kariéře se stal koučem Říma a bylo to pět úspěšných let. Získal tři Italské poháry (1979/80, 1980/81 a 1983/84) a titul v sezoně 1982/83. V sezoně 1983/84 byl s Římem ve finále poháru PMEZ, kde prohrál s Liverpoolem na penalty.
Nový prezident Milána Giuseppe Farina jej přemluvil k příchodu. Jenže velké výsledky nebyli a klub byl v rozkladu. Až po příchodu Berlusconiho v roce 1986 se postupně dostalo nahoru. To už Baronnebyl na lavičce, kde ho v dubnu 1987 nahradil Capello a on se přesunul do technického úseku.
Na novou sezonu 1987/88 se vydal opět do Říma, kde vedl vlky již potřetí. Vydržel zde dvě sezony, bez velkých úspěchů a po sezoně 1988/89 si dal tříletou pauzu, kde se věnoval vinařství. Až si na něj vzpomněli činovníci Verony, kteří chtěli zachránit klub od sestupu. Nastoupil tak v březnu 1992, ale klub nezachránil a sestoupil.
Poslední angažmá bylo překvapivě opět v Římě. Jejich prezident Franco Sensi se rozhodl 7. dubna 1997 zachránit sezonu tím, že nechal povolat 75letého Barona. Klub vedl osm utkání a obsadil 12. místo, jen 4 body od sestupu. Poté se stal technickým poradcem klubového prezidenta, kterou zastával do roku 2002, než se tělem i duší věnoval klidnému stáří a svému vinařství, obklopenému přírodou, dobrým vínem a radostí ze svých vnoučat.
Zemřel 5. listopadu 2007 ve věku 85 let. V roce 2011 bylo ve městě Cuccaro Monferrato založeno sdružení Associazione Nils Liedholm na památku tohoto člověka. Prvním vítězem se stal Carlo Ancelotti. V roce 2023 pojmenovalo po něm město Cuccaro Monferrato náměstí před farním kostelem.

## Statistiky

### Klubové
| Sezóna               | Klub                 | Liga                 | Liga   | Liga | Ligové poháry | Ligové poháry | Ligové poháry | Kontinentální poháry | Kontinentální poháry | Kontinentální poháry | Celkem | Celkem |
| Sezóna               | Klub                 | Soutěž               | Zápasy | Góly | Soutěž        | Zápasy        | Góly          | Soutěž               | Zápasy               | Góly                 | Zápasy | Góly   |
| -------------------- | -------------------- | -------------------- | ------ | ---- | ------------- | ------------- | ------------- | -------------------- | -------------------- | -------------------- | ------ | ------ |
| 1942/43              | Sleipner             | 2. liga              | ?      | ?    | ?             | ?             | ?             | -                    | 0                    | 0                    | ?      | ?      |
| 1943/44              | Sleipner             | 2. liga              | ?      | ?    | ?             | ?             | ?             | -                    | 0                    | 0                    | ?      | ?      |
| 1944/45              | Sleipner             | 2. liga              | ?      | ?    | ?             | ?             | ?             | -                    | 0                    | 0                    | ?      | ?      |
| 1945/46              | Sleipner             | 2. liga              | ?      | ?    | ?             | ?             | ?             | -                    | 0                    | 0                    | ?      | ?      |
| Celkem za Sleipner   | Celkem za Sleipner   | Celkem za Sleipner   | 60     | 24   | -             | ?             | ?             | -                    | 0                    | 0                    | 60     | 24     |
| 1946/47              | Norrköping           | Allsvenskan          | 10     | 5    | ŠP            | ?             | ?             | -                    | 0                    | 0                    | 10+    | 5+     |
| 1947/48              | Norrköping           | Allsvenskan          | 19     | 10   | ŠP            | ?             | ?             | -                    | 0                    | 0                    | 19+    | 10+    |
| 1948/49              | Norrköping           | Allsvenskan          | 19     | 7    | ŠP            | ?             | ?             | -                    | 0                    | 0                    | 19+    | 7+     |
| Celkem za Norrköping | Celkem za Norrköping | Celkem za Norrköping | 48     | 22   | -             | ?             | ?             | -                    | 0                    | 0                    | 48+    | 22+    |
| 1949/50              | Milán                | Serie A              | 37     | 18   | -             | 0             | 0             | -                    | 0                    | 0                    | 37     | 18     |
| 1950/51              | Milán                | Serie A              | 31     | 13   | -             | 0             | 0             | LP                   | 2                    | 0                    | 33     | 13     |
| 1951/52              | Milán                | Serie A              | 38     | 9    | -             | 0             | 0             | -                    | 0                    | 0                    | 38     | 9      |
| 1952/53              | Milán                | Serie A              | 30     | 6    | -             | 0             | 0             | LP                   | 2                    | 1                    | 32     | 7      |
| 1953/54              | Milán                | Serie A              | 31     | 10   | -             | 0             | 0             | -                    | 0                    | 0                    | 31     | 10     |
| 1954/55              | Milán                | Serie A              | 28     | 6    | -             | 0             | 0             | LP                   | 1                    | 1                    | 29     | 7      |
| 1955/56              | Milán                | Serie A              | 31     | 1    | -             | 0             | 0             | PMEZ+LP              | 6+2                  | 0                    | 39     | 1      |
| 1956/57              | Milán                | Serie A              | 26     | 4    | -             | 0             | 0             | LP                   | 2                    | 1                    | 28     | 5      |
| 1957/58              | Milán                | Serie A              | 24     | 7    | IP            | 0             | 0             | PMEZ                 | 8                    | 2                    | 32     | 9      |
| 1958/59              | Milán                | Serie A              | 30     | 1    | IP            | 2             | 1             | -                    | 0                    | 0                    | 32     | 2      |
| 1959/60              | Milán                | Serie A              | 28     | 3    | IP            | 0             | 0             | PMEZ                 | 4                    | 0                    | 32     | 3      |
| 1960/61              | Milán                | Serie A              | 25     | 3    | IP            | 1             | 0             | -                    | 0                    | 0                    | 26     | 3      |
| Celkem za Milán      | Celkem za Milán      | Celkem za Milán      | 359    | 81   | -             | 3             | 1             | -                    | 18                   | 2                    | 268    | 221    |
| Celkově              | Celkově              | Celkově              | 359    | 81   | -             | 3             | 1             | -                    | 27                   | 5                    | 497+   | 133+   |

### Reprezentační

#### Statistika na velkých turnajích
| Reprezentace | Rok     | Zápasy             | Zápasy | Zápasy        | Zápasy           | Zápasy           | Zápasy   |
| Reprezentace | Rok     | Fáze turnaje       | Datum  | Soupeř        | Odehraných minut | Vstřelené branky | Výsledek |
| ------------ | ------- | ------------------ | ------ | ------------- | ---------------- | ---------------- | -------- |
| Švédsko      | OH 1948 | 1. kolo            | 2. 8.  | Rakousko      | 90               | 0                | 3:0      |
| Švédsko      | OH 1948 | Čtvrtfinále        | 5. 8.  | Jižní Korea   | 90               | 2                | 12:0     |
| Švédsko      | OH 1948 | Semifinále         | 10. 8. | Dánsko        | 90               | 0                | 4:2      |
| Švédsko      | OH 1948 | Finále             | 13. 8. | Jugoslávie    | 90               | 0                | 3:1      |
| Švédsko      | MS 1958 | 1 zápas ve skupině | 8. 6.  | Mexiko        | 90               | 1                | 3:0      |
| Švédsko      | MS 1958 | 2 zápas ve skupině | 12. 6. | Maďarsko      | 90               | 0                | 2:1      |
| Švédsko      | MS 1958 | 3 zápas ve skupině | 15. 6. | Wales         | 90               | 0                | 0:0      |
| Švédsko      | MS 1958 | Čtvrtfinále        | 19. 6. | Sovětský svaz | 90               | 0                | 2:0      |
| Švédsko      | MS 1958 | Semifinále         | 24. 6. | Německo       | 90               | 0                | 3:1      |
| Švédsko      | MS 1958 | Finále             | 29. 6. | Brazílie      | 90               | 1                | 2:5      |

### Trenérská
| Sezóna               | Klub                 | Liga                 | Liga   | Liga  | Liga   | Liga   | Liga                                 | Ligové poháry | Ligové poháry | Ligové poháry | Ligové poháry | Ligové poháry | Ligové poháry    | Kontinentální poháry | Kontinentální poháry | Kontinentální poháry | Kontinentální poháry | Kontinentální poháry | Kontinentální poháry | Celkem | Celkem | Celkem | Celkem |
| Sezóna               | Klub                 | Soutěž               | Zápasy | Výhry | Remízy | Prohry | Umístění                             | Soutěž        | Zápasy        | Výhry         | Remízy        | Prohry        | Úspěch           | Soutěž               | Zápasy               | Výhry                | Remízy               | Prohry               | Úspěch               | Zápasy | Výhry  | Remízy | Prohry |
| -------------------- | -------------------- | -------------------- | ------ | ----- | ------ | ------ | ------------------------------------ | ------------- | ------------- | ------------- | ------------- | ------------- | ---------------- | -------------------- | -------------------- | -------------------- | -------------------- | -------------------- | -------------------- | ------ | ------ | ------ | ------ |
| 1963/64              | Milán                | Serie A              | 11     | 8     | 2      | 1      | Bronzová medaile                     | IP            | 1             | 0             | 0             | 1             | -                | -                    | 0                    | 0                    | 0                    | 0                    | -                    | 11     | 8      | 2      | 1      |
| 1964/65              | Milán                | Serie A              | 34     | 21    | 9      | 4      | Stříbrná medaile                     | IP            | 1             | 0             | 0             | 1             | -                | Vel.P                | 2                    | 1                    | 0                    | 1                    | -                    | 37     | 22     | 9      | 6      |
| 1965/66              | Milán                | Serie A              | 23     | 11    | 8      | 4      | propuštěn v bře.                     | IP            | 1             | 0             | 0             | 1             | -                | Vel.P                | 9                    | 4                    | 2                    | 3                    | -                    | 33     | 15     | 10     | 8      |
| 1967                 | Verona               | Serie B              | 18     | 7     | 4      | 7      | nastoupil v led., 12. místo          | -             | 0             | 0             | 0             | 0             | -                | -                    | 0                    | 0                    | 0                    | 0                    | -                    | 18     | 7      | 4      | 7      |
| 1967/68              | Verona               | Serie B              | 40     | 17    | 14     | 9      | 2. místo (postup)                    | IP            | 2             | 1             | 0             | 1             | -                | -                    | 0                    | 0                    | 0                    | 0                    | -                    | 42     | 18     | 14     | 10     |
| 1968/69              | Monza                | Serie B              | 29     | 8     | 14     | 7      | 12. místo                            | IP            | 3             | 1             | 0             | 2             | -                | -                    | 0                    | 0                    | 0                    | 0                    | -                    | 32     | 9      | 14     | 9      |
| 1969/70              | Varese               | Serie B              | 38     | 16    | 17     | 5      | 1. místo (postup)                    | IP            | 12            | 3             | 5             | 4             | 4. místo         | -                    | 0                    | 0                    | 0                    | 0                    | -                    | 50     | 19     | 22     | 9      |
| 1970/71              | Varese               | Serie A              | 30     | 5     | 16     | 9      | 8. místo                             | IP            | 3             | 0             | 0             | 3             | -                | -                    | 0                    | 0                    | 0                    | 0                    | -                    | 33     | 5      | 16     | 12     |
| Celkem za Varese     | Celkem za Varese     | Celkem za Varese     | 68     | 21    | 33     | 14     | -                                    | -             | 15            | 3             | 5             | 7             | -                | -                    | 0                    | 0                    | 0                    | 0                    | -                    | 83     | 24     | 38     | 21     |
| 1971/72              | Fiorentina           | Serie A              | 30     | 12    | 12     | 6      | 6. místo                             | IP            | 9             | 4             | 4             | 1             | -                | Stř.P                | 6                    | 3                    | 1                    | 2                    | Stříbrná medaile     | 45     | 19     | 17     | 9      |
| 1972/73              | Fiorentina           | Serie A              | 30     | 16    | 5      | 9      | 4. místo                             | IP            | 4             | 0             | 3             | 1             | -                | PU                   | 4                    | 3                    | 0                    | 1                    | -                    | 38     | 19     | 8      | 11     |
| Celkem za Fiorentinu | Celkem za Fiorentinu | Celkem za Fiorentinu | 60     | 28    | 17     | 15     | -                                    | -             | 13            | 4             | 7             | 2             | -                | -                    | 10                   | 6                    | 1                    | 3                    | -                    | 83     | 38     | 25     | 20     |
| 1973/74              | Řím                  | Serie A              | 24     | 9     | 9      | 6      | Nastoupil v pro., 8. místo           | -             | 0             | 0             | 0             | 0             | -                | -                    | 0                    | 0                    | 0                    | 0                    | -                    | 24     | 9      | 9      | 6      |
| 1974/75              | Řím                  | Serie A              | 30     | 15    | 9      | 6      | Bronzová medaile                     | IP            | 10            | 5             | 3             | 2             | -                | -                    | 0                    | 0                    | 0                    | 0                    | -                    | 40     | 20     | 12     | 8      |
| 1975/76              | Řím                  | Serie A              | 30     | 6     | 13     | 11     | 10. místo                            | IP            | 4             | 2             | 1             | 1             | -                | P                    | 6                    | 2                    | 0                    | 4                    | -                    | 40     | 10     | 14     | 16     |
| 1976/77              | Řím                  | Serie A              | 30     | 9     | 10     | 11     | 8. místo                             | IP            | 4             | 2             | 2             | 0             | -                | -                    | 0                    | 0                    | 0                    | 0                    | -                    | 34     | 11     | 12     | 11     |
| 1977/78              | Milán                | Serie A              | 30     | 12    | 13     | 5      | 4. místo                             | IP            | 6             | 3             | 2             | 1             | -                | PVP                  | 2                    | 1                    | 0                    | 1                    | -                    | 38     | 16     | 15     | 7      |
| 1978/79              | Milán                | Serie A              | 30     | 17    | 10     | 3      |                                      | IP            | 4             | 2             | 1             | 1             | -                | PU                   | 6                    | 2                    | 2                    | 2                    | -                    | 40     | 21     | 13     | 6      |
| 1979/80              | Řím                  | Serie A              | 30     | 10    | 12     | 8      | 6. místo                             | IP            | 9             | 5             | 4             | 0             |                  | -                    | 0                    | 0                    | 0                    | 0                    | -                    | 39     | 15     | 16     | 8      |
| 1980/81              | Řím                  | Serie A              | 30     | 14    | 14     | 2      | Stříbrná medaile                     | IP            | 6             | 2             | 4             | 0             |                  | PVP                  | 2                    | 1                    | 0                    | 1                    | -                    | 38     | 17     | 18     | 3      |
| 1981/82              | Řím                  | Serie A              | 30     | 15    | 8      | 7      | Bronzová medaile                     | IP            | 2             | 1             | 0             | 1             | -                | PVP                  | 4                    | 2                    | 1                    | 1                    | -                    | 36     | 18     | 9      | 9      |
| 1982/83              | Řím                  | Serie A              | 30     | 16    | 11     | 3      |                                      | IP            | 9             | 6             | 1             | 2             | -                | PU                   | 8                    | 3                    | 1                    | 4                    | -                    | 47     | 25     | 13     | 9      |
| 1983/84              | Řím                  | Serie A              | 30     | 15    | 11     | 4      | Stříbrná medaile                     | IP            | 13            | 10            | 3             | 0             |                  | PMEZ                 | 9                    | 5                    | 1                    | 3                    | Stříbrná medaile     | 52     | 30     | 15     | 7      |
| 1984/85              | Milán                | Serie A              | 30     | 12    | 12     | 6      | 5. místo                             | IP            | 13            | 5             | 6             | 2             | Stříbrná medaile | -                    | 0                    | 0                    | 0                    | 0                    | -                    | 43     | 17     | 18     | 8      |
| 1985/86              | Milán                | Serie A              | 30     | 10    | 11     | 9      | 7. místo                             | IP            | 7             | 3             | 2             | 3             | -                | PU                   | 6                    | 2                    | 1                    | 3                    | -                    | 43     | 15     | 14     | 14     |
| 1986/87              | Milán                | Serie A              | 25     | 11    | 7      | 7      | propuštěn v dub.                     | IP            | 6             | 3             | 1             | 2             | -                | -                    | 0                    | 0                    | 0                    | 0                    | -                    | 31     | 14     | 8      | 9      |
| Celkem za Milán      | Celkem za Milán      | Celkem za Milán      | 213    | 102   | 72     | 39     | -                                    | -             | 39            | 16            | 12            | 11            | -                | -                    | 25                   | 10                   | 5                    | 10                   | -                    | 277    | 128    | 89     | 60     |
| 1987/88              | Řím                  | Serie A              | 30     | 15    | 8      | 7      | Bronzová medaile                     | IP            | 7             | 3             | 3             | 1             | -                | -                    | 0                    | 0                    | 0                    | 0                    | -                    | 37     | 18     | 11     | 8      |
| 1988/89              | Řím                  | Serie A              | 31     | 11    | 10     | 10     | 8. místo                             | IP            | 8             | 5             | 0             | 3             | -                | PU                   | 6                    | 2                    | 0                    | 4                    | -                    | 45     | 18     | 10     | 17     |
| 1992                 | Verona               | Serie A              | 9      | 1     | 2      | 6      | Nastoupil v bře., 16. místo (sestup) | -             | 0             | 0             | 0             | 0             | -                | -                    | 0                    | 0                    | 0                    | 0                    | -                    | 9      | 1      | 2      | 6      |
| Celkem za Veronu     | Celkem za Veronu     | Celkem za Veronu     | 67     | 25    | 20     | 22     | -                                    | -             | 2             | 1             | 0             | 1             | -                | -                    | 0                    | 0                    | 0                    | 0                    | -                    | 69     | 26     | 20     | 23     |
| 1997                 | Řím                  | Serie A              | 8      | 1     | 2      | 5      | Nastoupil v dub., 12. místo          | -             | 0             | 0             | 0             | 0             | -                | -                    | 0                    | 0                    | 0                    | 0                    | -                    | 8      | 1      | 2      | 5      |
| Celkem za Řím        | Celkem za Řím        | Celkem za Řím        | 333    | 136   | 117    | 80     | -                                    | -             | 72            | 41            | 21            | 10            | -                | -                    | 35                   | 15                   | 3                    | 17                   | -                    | 440    | 192    | 141    | 107    |
| Celkově              | Celkově              | Celkově              | 770    | 320   | 273    | 177    | -                                    | -             | 144           | 66            | 45            | 33            | -                | -                    | 70                   | 31                   | 9                    | 30                   | -                    | 984    | 416    | 332    | 242    |

## Úspěchy

### Hráčské

#### Klubové

##### Národní
- vítěz švédské ligy (2x)

Norrköping: 1946/47, 1947/48
- vítěz italské ligy (4x)

Milán: 1950/51, 1954/55, 1956/57, 1958/59

##### Kontinentální
- vítěz latinského poháru (2x)

Milán: 1951, 1956

#### Reprezentační
- 1× na MS (MS 1958 – stříbro)
- 1× na OH (1948 – zlato)

### Trenérské
- vítěz italské ligy (2x)

Milán: 1978/79

Řím: 1982/83
- vítěz italského poháru (3x)

Řím: 1979/80, 1980/81, 1983/84
- vítěz 2. italské ligy (1x)

Varese: 1969/70

#### Individuální
V roce 2016 uveden do Italské fotbalové síně slávy.